# Polyosma fragrans
Polyosma fragrans är en tvåhjärtbladig växtart som beskrevs av John Johannes Joseph Bennett. Polyosma fragrans ingår i släktet Polyosma och familjen Escalloniaceae. Inga underarter finns listade i Catalogue of Life.